# ペーター・ヨルク・フォン・ヴァルテンブルク

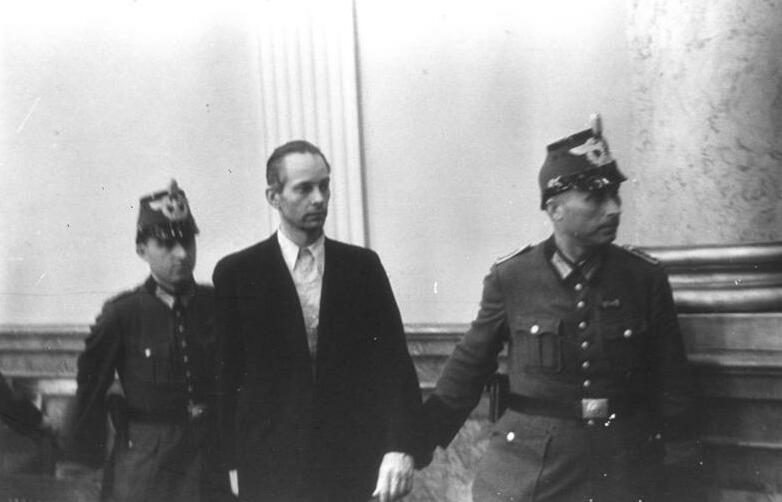
人民裁判所にかけられるヨルク・フォン・ヴァルテンブルク伯爵

ペーター・ヨルク・フォン・ヴァルテンブルク（Peter Graf Yorck von Wartenburg, 1904年11月13日 - 1944年8月8日）は、ドイツの貴族、法律家。1944年7月20日のヒトラー暗殺未遂事件とクーデター事件に関与し、人民裁判所にかけられて死刑判決を受け、処刑された。

## 経歴
ドイツ帝国プロイセン王国シュレージエン州 (Provinz Schlesien) のクライン＝エルス (Klein-Öls) にシュレージエンの領主ハインリヒ・ヨルク・フォン・ヴァルテンブルク (Heinrich Yorck von Wartenburg) 伯爵とその妻ゾフィー (Sophie) の間の第五子として出生。父方のヨルク・フォン・ヴァルテンブルク伯爵家はプロイセン元帥のルートヴィヒ・ヨルク・フォン・ヴァルテンブルク伯爵を祖とするプロイセン貴族の家柄である。祖父に哲学者パウル・ヨルク・フォン・ヴァルテンブルク (Paul Yorck von Wartenburg) 伯爵がいる。この祖父はルイ・フェルディナント・フォン・プロイセン王子の孫娘と結婚し、その間にペーターの父ハインリヒを儲けている。したがってルイ・フェルディナント王子はペーターの高祖父にあたる。母ゾフィーはゲッツ・フォン・ベルリヒンゲンを祖とするフォン・ベルリヒンゲン男爵家 (Berlichingen) の出身である。
プロテスタントのロースレーベン修道院学校 (Klosterschule Roßleben) に入学。1923年にアビトゥーアに合格し、ボン大学やブレスラウ大学に進み、法律を学んだ。ボン大学では学生団体コーア・ボルシア・ボン (Corps Borussia Bonn) の活動に参加した。ここには貴族が大勢集まっており、ドイツ皇帝ヴィルヘルム2世もボン大学在学時代に所属していたことがある。1926年に司法修習生試験 (Referendarexamen) に合格した。弁護士として働いた後、1932年にはヴァイマル共和政時代の東プロイセン農業計画「東方援助」(Osthilfe) の職員となった。1934年からはブラスラウ県庁で公務員として働いた。彼は民主主義者であり、人道主義者であったため、国家社会主義ドイツ労働者党（ナチ党）への入党を拒否した。そのためほとんど出世できなかった。
1938年の家族祝賀会で同じ反ナチ派の遠戚ヘルムート・イェームス・フォン・モルトケ伯爵と知り合った。この方法で彼は貴族の中の反ナチ派と次々と接触していった。たとえばベルトルト・フォン・シュタウフェンベルク伯爵、アダム・フォン・トロット・ツー・ゾルツ (Adam von Trott zu Solz)、フリッツ＝ディートロフ・フォン・デア・シューレンブルク伯爵 (Fritz-Dietlof von der Schulenburg)、ウルリヒ・ヴィルヘルム・シュヴェーリン・フォン・シュヴァーネンフェルト伯爵などである。
彼らは早くからナチ党政権打倒後の憲法や政治体制について話し合っていた。第二次世界大戦が始まると彼は少尉としてドイツ陸軍に従軍し、戦車部隊の副官を務めた。しかしポーランド侵攻戦の際に兄弟が戦死したことをきっかけに彼の反ナチ思想は強まり、1940年にはモルトケとともに反ナチ集団「クライザウ・サークル」を創設した。1942年椎間板の負傷で前線勤務に耐えられないと判断され、国防軍最高司令部勤務に移された。1944年1月にモルトケがゲシュタポに逮捕された後、従兄弟にあたる参謀大佐クラウス・フォン・シュタウフェンベルク伯爵と接触。彼になるべく早いヒトラー暗殺とクーデターの実行を勧めた。
クーデターが成功した暁には、彼は副首相次官に就任する予定だった。しかし1944年7月20日に実行されたヒトラー暗殺計画もクーデター計画も失敗。彼は数日後に逮捕された。8月8日にローラント・フライスラーが裁く人民裁判所にかけられて死刑判決を受け、同日のうちにベルリンのプレッツェンゼー刑務所 (Strafgefängnis Plötzensee) においてピアノ線による絞首刑に処された。。